# Dingo toréador
Pour plus de détails, voir Fiche technique et Distribution.
Dingo toréador (For Whom the Bulls Toil) est un court métrage d'animation américain de la série de Dingo, sorti le 9 mai 1953 aux États-Unis, réalisé par les studios Disney.

## Synopsis
Dingo, en vacances au Mexique, est pris à tort pour un toréador exceptionnel par la population, après qu'il eut vaincu, sans le vouloir et sans même s'en rendre compte, un taureau qui bloquait la route à sa voiture...

## Fiche technique
- Titre original : For Whom the Bulls Toil
- Autres titres[2] :
  - Brésil : O Toureiro
  - France : Dingo toréador
  - Suède : Jan Långben som tjurfäktare
- Série : Dingo
- Réalisateur : Jack Kinney
- Scénaristes: Brice Mack, Dick Kinney
- Producteur : Walt Disney
- Société  de  production : Walt Disney Productions
- Distributeur : RKO Radio Pictures
- Date de sortie : 9 mai 1953
- Format d'image : Couleur (Technicolor)
- Son : Mono (RCA Sound System)
- Durée : 6 minutes
- Langue : Anglais
- Pays de production :  États-Unis

## Voix françaises
- Roger Carel : Dingo
- Gérard Hernandez : le narrateur, voix additionnelles
- Gérard Rinaldi : Dingo (version alternative)

## Commentaires
Le film reprend des éléments d'animation créés pour le court métrage Ferdinand le taureau (1938).